# Георги Кожухаров (дипломат)
Вижте пояснителната страница за други личности с името Георги Кожухаров.
Георги А. Кожухаров е български дипломат и общественик, работил в Тракия и Македония в края на XIX – началото на XX век.

## Биография
Роден е на 23 април 1865 година в Хасково в патриотично семейство, борило се за българска църква във все още гъркоманския град.
В 1885 година завършва Одринската българска католическа гимназия. След това две години работи като учител в Хасково. Завършва Военното на Негово Княжеско Височество училище в София в 1889 година като подпоручик и служи пет години в Българската армия като достига чин поручик. Две години преподава в Одринската българска католическа гимназия. В 1897 година завърщва политически науки и защитава докторат в Брюкселския свободен университет. Владее няколко езика.
Една година работи в администрацията, след което две години сътрудничи на „Вечерна поща“.
На 18 февруари 1900 година е назначен за секретар на българското търговско агентство в Солун. От август до октомври 1903 година управлява търговското агентство в западномакедонския град Битоля. През януари 1904 година поема управлението на българското търговско агентство в тракийския град Одрин и на българското търговско агентство в македонския град Сяр, Османската империя. Остава управляващ в Сяр до януари 1908 година и в Одрин до Балканската война.
През Балканската война в 1912 – 1913 година е окръжен управител в Лозенград и Одрин от 14 ноември 1912 г. до 8 юли 1913 година.
След пенсионирането си се връща в Хасково, където издава две книги. С негова помош е запазен хасковският Чифте хамам в края на 20-те години, който обаче е разрушен през 60-те.
Умира в Хасково в 1947 година.
В 1905 година в Солун Кожухаров се жени за Стефанка Дамянова Кондова от град Прилеп, дъщеря на видния общественик Дамян Кондов, с която имат пет деца – Росица, Дамянка, Милка, Лилянка и Дончо. Отглежда и племенницата си Донка, останала пълно сираче, омъжена за прилепчанина Милан Н. Крапчев.
В 2017 година посмъртно му е дадено званието „почетен гражданин на Хасково“.